# IJsselmeer
Ĳsselmeer – jezioro w Holandii o powierzchni ok. 1100 km² i średniej głębokości 5-6 m, leżące pomiędzy prowincjami: Holandią Północną, Flevoland i Fryzją. Nazwa jeziora pochodzi od rzeki Ĳssel, która wpada do niego od południowego wschodu poprzez mniejsze jezioro o nazwie Ketelmeer.
Jezioro Ĳsselmeer powstało w 1932 r., kiedy zatoka Zuiderzee została zamknięta 32-kilometrową tamą Afsluitdijk. W 1975 Ĳsselmeer zostało podzielone na dwie części poprzez ukończenie kolejnej tamy Houtribdijk (obecnie zwanej Markerwaarddijk), która przebiega pomiędzy Enkhuizen a Lelystad. Dawna południowa część Ĳsselmeer tworzy obecnie jezioro Markermeer.

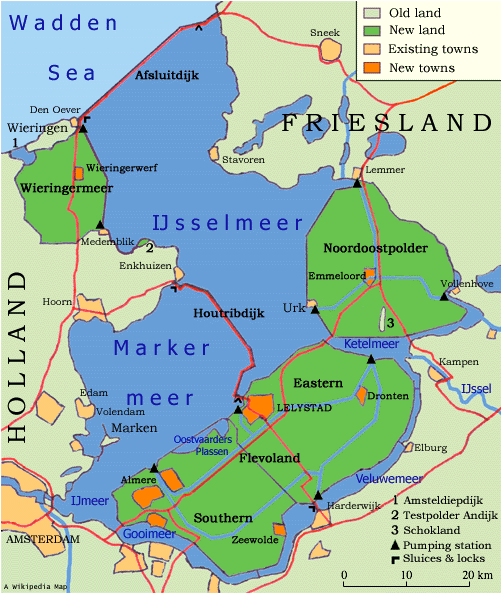
Mapa przedstawiająca prace inżynierskie związane z zagospodarowaniem zatoki Zuiderzee

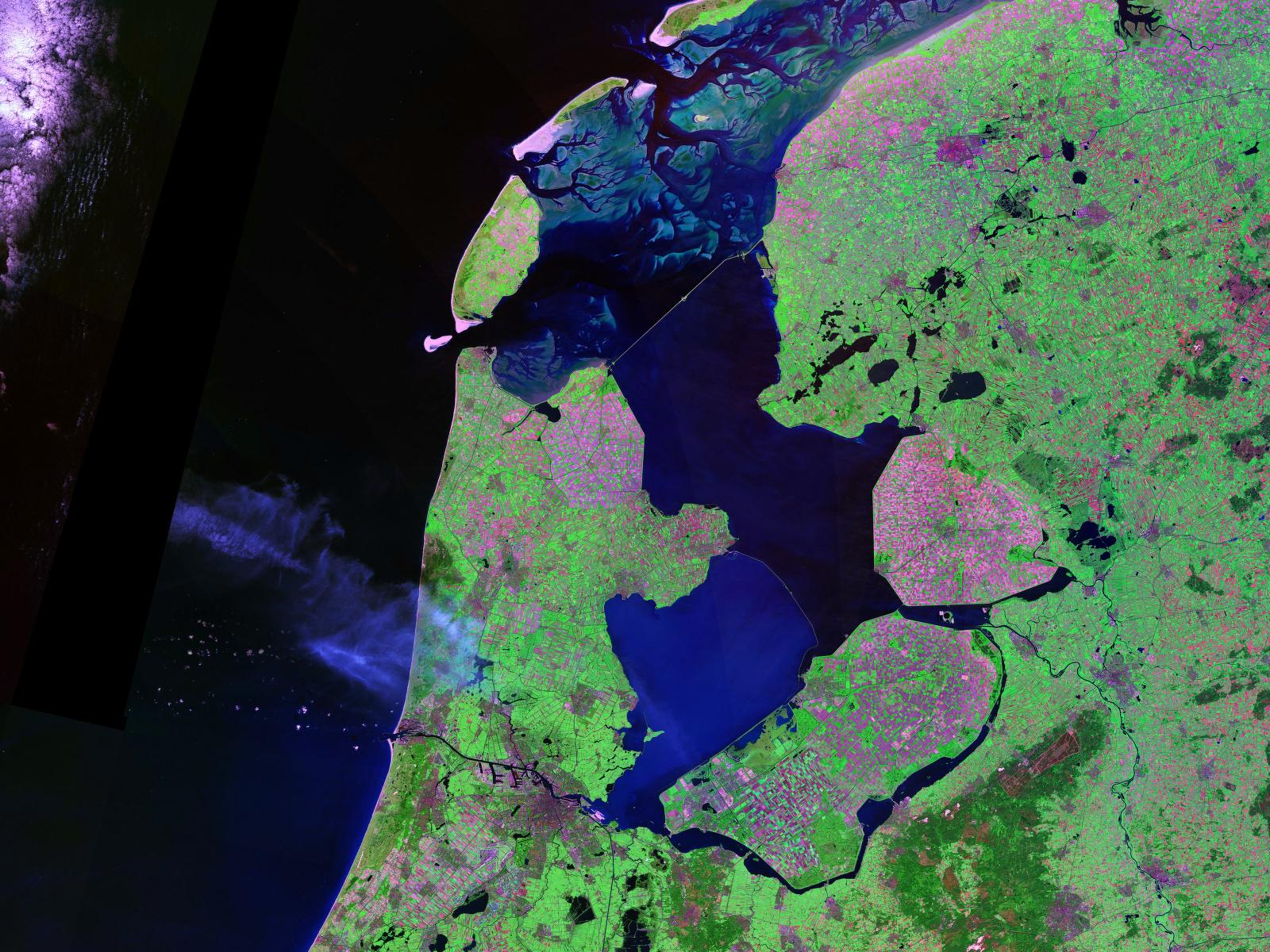
Zdjęcie satelitarne